# Aanzet (muziek)
De aanzet (of attack) van een toon is in de muziek de wijze waarop een hoorbaar geluid begint. De aanzet is karakteristiek voor elk muziekinstrument. Als van het opgenomen geluid van een instrument de aanzet afgeknipt wordt, is uit het resterende geluid bijna niet meer op te maken welk instrument het betreft. Door de sterkte en scherpte van de aanzet te variëren kan er muzikale articulatie of dictie plaatsvinden.

## Blazers
Op blaasinstrumenten wordt de aanzet gevormd door middel van de embouchure. Een zachte aanzet geschiedt doorgaans door met weinig of geen tongbeweging de klank te starten. Wanneer de speler een 'd' of 't' vormt tijdens de aanzet, zal een gearticuleerdere klank ontstaan.

## Strijkers
Op strijkinstrumenten wordt de aanzet gevormd door het eerste contact van de strijkstok met de snaar. Dt kan zowel vanuit beweging als vanuit stilstand gebeuren. De combinatie van contact, plek op de snaar ten opzichte van de kam, de snelheid van de stok, en de gegeven druk op de snaar bepaalt het karakter van de aanzet.

## Piano
Op een piano is de aanzet louter bepaald door de snelheid waarmee de hamer de snaar raakt. De pianist heeft de opgave om een bepaalde aanzet (bijvoorbeeld zacht of gearticuleerd) te suggereren door middel van zijn 'toucher'.

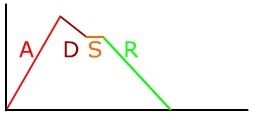
De steilheid (snelheid), duur en hoogte van de attack beïnvloedt de klank van het geproduceerde geluid.

## Synthesizers
Op veel elektronische muziekinstrumenten, bijvoorbeeld bij synthesizers, is de aanzet te regelen. Zo kan de klankkleur worden beïnvloed door de parameters van de ADSR-envelope (ADSR staat voor: attack-decay-sustain-release) te veranderen.